# 모델링 언어
모델링 언어(Modeling language)는 일관된 규칙들의 모임에 의해 정의된 구조에서 데이터, 정보, 지식 또는 시스템을 표현하는 데 사용할 수 있는 인공 언어이다. 이 규칙들은 프로그래밍 언어 구조의 구성 요소 의미를 해석하는 데 사용된다.

## 개요
모델링 언어는 그래픽 또는 텍스트일 수 있다.
- 그래픽 모델링 언어는 개념을 나타내는 명명된 기호와 기호를 연결하고 관계를 나타내는 선과 제약 조건을 나타내는 다양한 기타 그래픽 표기법을 사용하는 다이어그램 기법을 사용한다.
- 텍스트 모델링 언어는 컴퓨터가 해석할 수 있는 표현을 만들기 위해 매개변수나 자연어 용어 및 구문을 동반하는 표준화된 키워드를 사용할 수 있다.

그래픽 모델링 언어와 해당 텍스트 모델링 언어의 예는 EXPRESS이다.
모든 모델링 언어가 실행 가능한 것은 아니며, 실행 가능한 언어의 경우 해당 언어를 사용한다고 해서 반드시 프로그래머가 더 이상 필요하지 않다는 의미는 아니다. 반대로, 실행 가능한 모델링 언어는 숙련된 프로그래머의 생산성을 증폭시켜 병렬 컴퓨팅 및 분산 시스템과 같은 더 어려운 문제를 해결할 수 있도록 고안되었다.
문헌에는 수많은 모델링 언어가 등장한다.

## 같이 보기
- 의인관
- 데이터 모델
- 데이터 모델링
- 모델 구동형 아키텍처
- 모델 기반 개발
- 의사코드
- 비주얼 프로그래밍 언어